# فيلازكويز (محطة مترو أنفاق مدريد)
فيلازكويز (بالإسبانية: Velázquez)‏ هي محطة مترو أنفاق في مدريد في إسبانيا، تقع على الخط رقم 4.